# Андрійко Олександр Опанасович
Олекса́ндр Опана́сович Андрі́йко — український науковець, доктор хімічних наук (1993), професор.

## Життєпис
Народився в селі Бишів колишнього Макарівського району Київської області.
1974 року закінчив Київський політехнічний інститут. З того часу працює в Інституті загальної та неорганічної хімії. Працював інженером, аспірантом, в 1980—1984 роках — молодший науковий співробітник. З 1984 по 1995 рік — старший науковий співробітник, від 1995-го — провідний науковий співробітник, завідувач кафедри загальної та неорганічної хімії.

## Наукові інтереси
Напрямки наукової роботи:
1978—1997 Фізико-хімічний аналіз і високотемпературна хімія неорганічних фторидних систем. 17 наукових статей
1978—1998; 2003- Електрохімія полівалентних металів в розплавлених сольових електролітах. 28 наукових статей
1980 -Теорія: Фундаментальні проблеми електрохімічної термодинаміки та кінетики 11 наукових статей, 1 монографія
1994 — Синтез та дослідження електроактивних матеріалів для літієвих хімічних джерел струму.23наукових статі
2005 — Нанохімія. Наноматеріали 20 наукових статей
Наукові дослідження полягають у царині вторинних хімічних джерел струму (електродні матеріали та електрохімічні процеси), фізичної хімії та електрохімії розплавлених систем, які містять комплексні флуориди, електрохімічної термодинаміки та кінетики (теплові ефекти в електрохімічних системах), високотемпературна хімія неорганічних фторидних систем, нанохімія та наноматеріали.
Серед робіт:
- «Плівкові електрохімічні системи в йонних розплавах», 1987
- «Йонні розплави та тверді електроліти», 1987
- «Електроліз флуоридного розплаву в умовах анодного ефекту. Термокінетична модель процесу», 1990
- «Електрохімічне розкладання сульфідів кольорових металів», 1999
- «Клектрохімічна поляризація провідника зі змішаною йонно-електронною провідністю. Теорія стаціонарного процесу», 1999, у співавторстві.

Серед патентів — «Реактивний флюс для паяння алюмінію та його сплавів», 2013, співавтори Сабадаш Олег Михайлович і Хорунов Віктор Федорович.

## Праці
- Nauer. Electrochemistry of TiF4 in 1-butyl-2,3-dimethylimidazolium tetrafluoroborate. Electrochimica Acta / Yu. Andriyko, A. Andriiko, O. B. Babushkin // G. E. .  — 55(2010) .  — p. 1081—1089
- Электрокатализаторы на углеродных носителях на основе продуктов пиролиза комплексов 3d-металлов с аміноспиртами / В. А. Потаскалов, А. О. Зульфигаров, Н. И. Глоба, А. А. Андрийко // Вестник Национального технического университета «ХПИ».  — 13.  — 2010.  — С.82-90
- Получение нанодисперсных порошков оксида титана (IV) методом окисления металлического титана в расплавах нитратов. Вестник Национального технического университета / І. В. Коваленко, Л. В. Черненко, С. А. Хайнаков, Н. М. Степаненко, О. О. Андрійко // «ХПИ».  — 11.  — 2010.  — С. 30-34
- Твердофазний синтез стабільних сполук системи Li-Mn-O / А. Є. Шпак, Ю. О. Андрійко, Н. Є. Власенко, О. О. Андрійко // Наукові вісті НТУУ «КПІ».  — 3.  — 2010.  — С. 138—142
- Dielectric Properties and Electron Paramagnetic Resonance of Nanocrystalline Potassium Tantalate / S. Golovina, S. P. Kolesnik, I. N. Geifman, A. A. Andriiko // Ferroelectrics.  — 416 (2011). - p. 133—138
- Фізико-хімічні властивості композитних систем з непровідними оксидними наповнювачами / І. В. Коваленко, В. І. Лисін, О. О. Андрійко // Наукові вісті НТУУ «КПІ». - 2011.  — № 3.  — С. 123—128
- Разряд-ионизация водорода на углеродных нанотрубках. Вопросы химии и химической технологии / А. А. Андрийко, Н. И. Глоба, А. О. Зульфигаров, В. Д. Присяжный, Ю. И. Семенцов, В. А. Потаскалов. - 2011.  — № 4. - С.28-31.
- Formation of spinel structured compounds in the lithium permanganate thermal decomposition / A. A. Andriiko, A. Ye. Shpak, Yu. O. Andriyko, AJ. R. GarciaÍ, S. A. Khainakov, N. Ye. Vlasenko. - J. SolidState Electrochemistr. - . - 2012. - 16. - p.1993-1998.
- Особенности спектров ЭПР нанопорошковКТаО3 :Mn. Физика твердого тела / И. С. Головина, Б. Д. Шанина, I. N. Geifman, A. A. Андрийко, Л. В. Черненко. - 2012. - том 54. - Вып. 3. - С.516-522.
- Magnetic defects in KTaO3 and KTaO3:Fe nanopowders. Phys. Status Solidi B 249 / I. Golovina, B. Shanina, S. Kolesnik, I. Geifman, A. Andriiko. - No. 11. - 2263—2271 (2012)
- Триядерні комплексні неелектроліти Co (III) з триетаноламіном / В. А. Потаскалов, Н. І. Потаскалова, А. О. Зульфігаров, О. ОvАндрійко. - Наукові вісті НТУУ «КПІ». - 2012. - № 3. - С. 120—126
- Гетерометалльные комплексы кобальта с триэтаноламином / В. А. Потаскалов, Н. И. Потаскалова, А. О. Зульфигаров, А. А. Андрийко // Укр. хим. журн. - 2012. - Т.78. - № 8. - С. 78-81.
- Discharge-ionization of hydrogen on carbon nanotube electrodes / A. A. Andriiko, N. IvGloba, A. O. Zul'figarov, V. DvPrisiazhnyi, V. A. Potaskalov, Yu. I. Sementsov. - Int J Hydr Energy. - 38 (2013). - pp. 5983-5988
- Дослідження оксидних фаз системи Li-Ni-O, що утворюються при взаємодії форміатів літію та нікелю / А. Є. Шпак, О. О. Андрійко, Н. Є. Власенко. - Вісник національного транспортного університету. - № 29. - 2014. - С.477-483
- Взаимодействие циркония с галогенидными расплавами. Расплавы / А. А. Андрийко, А. А. Омельчук, В. А. Хохлов. - 4. - 2014.
- Many-electron electrochemical processes. Springer / A. A. Andriiko, Yu. O. Andriyko, G. E. Nauer. - 2013. - XIX. - 167 p. ISBN 978-3-642-35769-5
- Хімічна термодинаміка / О. О. Андрійко, І. В. Лісовська. - Київ: НТУУ"КПІ". - 2012. - 208 с.
- Андрійко О. О. [Неорганічна хімія біогенних елементів]. - Київ, НТУУ"КПІ, 2013. - 332с.
- Загальна та неорганічна хімія [Електронний ресурс: методичні вказівки до виконання домашньої контрольної роботи для студентів інженерно-фізичного факультету] [Архівовано 9 листопада 2017 у Wayback Machine.] / НТУУ «КПІ» ; уклад. О. О. Андрійко, Н. І. Потаскалова, В. А. Потаскалов. – Електронні текстові дані (1 файл: 561 Кбайт) . – Київ: НТУУ «КПІ», 2010.
- Нанохімія і нанотехнології [Електронний ресурс: навчальний посібник для студентів напряму підготовки 6.051401 «Біотехнологія» ] [Архівовано 9 листопада 2017 у Wayback Machine.] / НТУУ «КПІ» ; уклад. І. В. Коваленко, В. І. Лисін, О. О. Андрійко. – Електронні текстові дані (1 файл: 1,19 Мбайт). – Київ: НТУУ «КПІ», 2014. – 63 с.
- Хімія [Електронний ресурс: методичні вказівки до виконання лабораторних робіт для студентів технічних напрямів підготовки денної форми навчання] [Архівовано 9 листопада 2017 у Wayback Machine.] / НТУУ «КПІ» ; уклад. О. О. Андрійко, А. В. Підгорний, Н. А. Гуц [та ін.] . – Електронні текстові дані (1 файл: 517 Кбайт) . – Київ: НТУУ «КПІ», 2011.
- Хімія елементів: Вибрані розділи [Електронний ресурс: навчальний посібник для студентів інженерно-хімічного та інженерно-фізичного факультетів] [Архівовано 9 листопада 2017 у Wayback Machine.] / НТУУ «КПІ» ; уклад. О. О. Андрійко, Н. Є. Власенко, В. А. Потаскалов. - Електронні текстові дані (1 файл: 2,25 Мбайт). – Київ: НТУУ «КПІ», 2012.